# Muilla
Genre
Classification APG III (2009)
Muilla est un genre de plantes de la famille des Asparagacées.

## Liste d'espèces
Selon ITIS :
- Muilla clevelandii (S. Wats.) Hoover
- Muilla coronata Greene
- Muilla maritima (Torr.) S. Wats.
- Muilla transmontana Greene